# Blast (1997)
Blast is een Amerikaanse film uit 1997 van regisseur Albert Pyun.

## Verhaal
Terroristen houden in een zwembad het Amerikaans olympisch dameszwemteam gegijzeld. Omdat de terroristen alle ingangen met explosieven hebben beveiligd, is voormalig vechtsportkampioen en nu schoonmaker van het complex Jack Bryant de enige die de meisjes kan redden.

## Rolbezetting
Hoofdrollen
| Acteur          | Personage             |
| --------------- | --------------------- |
| Linden Ashby    | Jack Bryant           |
| Andrew Divoff   | Omodo                 |
| Kimberly Warren | Diane Colton          |
| Rutger Hauer    | terrorisme-expert Leo |